# Fluxion (analyse)

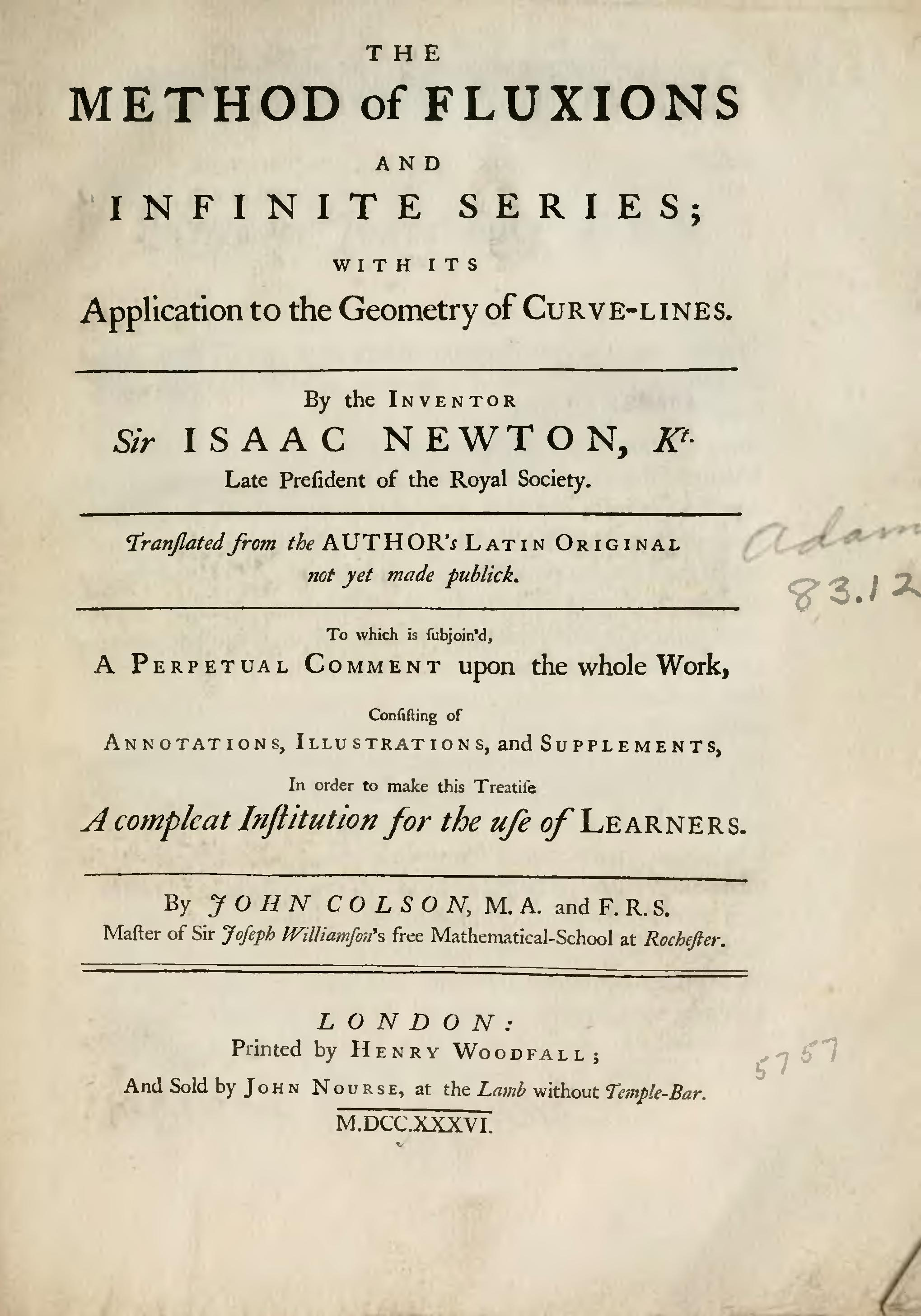
Page de titre de l'ouvrage de Newton The Method of Fluxions and Infinite Series (première édition, 1736).

En mathématiques, fluxion est le terme utilisé par le mathématicien et physicien Isaac Newton pour désigner la vitesse à laquelle une quantité variable (appelée fluente) varie au cours du temps. Cette notion est une alternative à celle des infiniment petits proposée par Leibniz pour traiter le calcul différentiel.
Si {\displaystyle x} désigne une quantité variable, Newton désigne par {\displaystyle {\dot {x}}} sa fluxion. Le but du calcul différentiel selon Newton consiste en la comparaison des fluxions entre elles et en leur traitement. Si {\displaystyle x} et {\displaystyle y} sont deux quantités variables, le quotient {\displaystyle {\frac {\dot {y}}{\dot {x}}}} n'est autre que le {\displaystyle {\frac {dy}{dx}}} de Leibniz, « quotient ultime de deux accroissements évanescents »[réf. nécessaire], et correspond, au sens moderne, à la dérivée de la fonction {\displaystyle y} par rapport à la variable {\displaystyle x}.